# Bitka kod Boyne
Bitka na rijeci Boyne (engleski Battle of the Boyne, irski Cath na Bóinnese) bitka je koja se odigrala 1. srpnja 1690. po starom kalendaru u Irskoj između engleskog kralja Vilima III. Oranskog i svrgnutog engleskog kralja Jakova II. Bitka je dio Vilijamitovog rata u Irskoj i Rata Velikog saveza. U bitci je pobijedio Vilim, i ta bitka je bila prekretnica u ratu za Irsku. Vilimova vojska je lako pobijedila Jakovljevu vojsku u kojoj su uglavnom bili novaci. Simbolički značaj bitke učinio ju je najpoznatijom u britanskoj i irskoj povijesti i ključnim dijelom folklora irskih protestanata. Bitku svake godine slavi Oranski red izazivajući nerede u Sjevernoj Irskoj. Zbog primjene novog (gregorijanskog) kalendara bitka se slavi 12. srpnja.

## Sukobljene strane

### Zapovjednici
Sukobljene vojske su predvodili Jakov II i Vilim III od Engleske. Jakov je imao potporu francuskog kralja Luja XIV., koji je poslao 6.000 francuskih vojnika kao pomoć irskim jakobitima. Vilim je bio ne sam kralj Engleske, nego i vladar Nizozemske, pa je mogao dobiti podrpku nizozemske vojske i drugih saveznika u Europi. Jakov II je bio povremeni vojskovoća, koji se već istakao ranije u bitkama. Posebno se istaknuo po hrabrosti u bici na dinama 1658. Međutim povjesničari napominju da je pod pritiskom bio sklon panici i ishitrenim odlukama. Vilim je isto bio povremeni vojskovođa, koji još nije dobio bitku. Njegove bitke bi obično završavale krvavom pat pozicijom. Jedino je bio sposoban za taktičke manevre i diplomaciju. Dobrom diplomacijom stvorio je Augzburške savez, da bi se zaustavila francuska agresija u Europi.

### Vojske
Vilimova vojska je imala 36.000 vojnika iz raznih zemalja. Oko 20.000 vojnika su bili irski protestanti, koji su ratovali od 1689, a kojima je zapovijedao hugenotski vojvoda od Schaumberga. Vilim je u Irsku stigao sa 16.000 vojnika u lipnju 1690. Vilimova vojska je bila abolje obučena i opskrbljena od Jakovljeve. Najbolje Vilimove pješaštvo je bilo iz Danske i Nizozemske. Bili su to profesionalni vojnici naoružani modernim mušketama s kremenim okidačem. Postojao je i veliki kontingent francuskih hugenota, koji su se borili na Vilimovoj strani. Vilim nije mnogo vjerovao engleskoj vojsci. Smatrao ih je nepouzdanim, jer Jakov je za njih bio do pred godinu dana pravi kralj. Jakobiti su imali 23.500 vojnika. Bilo je tu i nekoliko pukovnija francuske vojske, ali većina vojske su bili irski katolici. Posebno se tijekom bitke pokazala jakobitska irska konjica. Irsku pješaštvo su uglavnom činili irski seljaci, koji nisu bili obučeni vojnici. Slabo su bili i opskrbljeni. Manji dio njih je imao muškete.

## Bitka
Vilim se iskrcao u Carrickfergusu 14. lipnja 1690. i krenuo je prema Dublinu. Jakov nije zaustavio njegovo napredovanje, nego je odlučio liniju obrane postaviti na rijeci Boyne oko 50 kilometara od Dublina. Vilimova vojska je došla do Boyne 29. lipnja. Dan pred bitku Vilim je bio ranjen od jakobitkskoga topništva dok je obilazio prelaze na rijeci.
Bitka se odvijala 1. srpnja po starom kalendaru. Vodila se za prijelaz preko Boyne kod Oldbrdgea blizu druged. Vilim je poslao četvrtinu svoje vojske da pređu kod mjesta Rafgranž, blizu Slejn oko 10 km od Oldbridža. Sin vojvode od Schaumberga je predvodio taj dio vojske. Irski draguni (konjanici) nisu uspjeli obraniti prijelaz. Jakov se uspaničio kad je uočio da bi mogao biti opkoljen sa strane, pa je poslao pola svoje vojske s većinom topova u tom smjeru. Međutim kod Rafgrangea je bila klisura, pa nije ni moglo doći do bitke. Vilijamiti su na to krenuli na veliki okolni marš i pri kraju dana su gotovo odsjekli Jakovljevu odstupnicu.
Na glavnom prijelazu kod Oldbridgea Vilimova elitna pješačka nizozemska plava garda se probila preko rijeke. Koristili su nadmoć u vatrenom oružju i polako su potisnuli Jakova. Međutim jakobitska konjica je izvela protunapad i zaustavila ih. Vilim je osigurao prijelaz preko rijeke kod Oldbridgea i tu su odolijevali napadima konjice. Dio vojske je konjica uspjela potisnuti u rijeku. Vojvoda od Schaumberga je bio ubijen u toj fazi bitke. Vilimova vojska nije mogla napredovati sve dok nisu prebacili i konjicu na taj dio rijeke i tu se oduprli jakobitskoj konjici. Jakobitska konjica se povukla i pregrupirala. Pružila je žestok otpor. Jakobiti su se poslije toga povukli u dobrom poretku.

## Značaj
Bitku je u to doba u Engleskoj zasjenio poraz englesko-nizozemske flote od strane francuske dva dana kasnije u bitci kod Beachy Heada, daleko ozbiljniji događaj u kratkom roku. Samo na kontinentu bitka kod Boyne smatrala se važnom pobjedom. Njena važnost leži u činjenici da je to bila prva prava pobjeda Augsburškog saveza, prvog ikad ostvarenog saveza između Vatikana i protestantskih zemalja. Pobjeda je potakla više nacija na priključenje savezu i uništila strah od francuskog osvajanja Europe.
Boyne je imala strateški značaj i za Englesku i za Irsku. Označavala je kraj Jakovljevih nada u vraćanje prijestolja vojnim sredstvima i osigurala pobjedu slavne revolucije. U Škotskoj je vijest o tom porazu privremeno zaustavila pobunu gorštaka koji su podupirali Jakobitski ustanak, koji je vodio Bonnie Dundee. U Irskoj, Boyne je u potpunosti osigurala Jakobite da mogu uspješno odoljeti Viilimu. No, to je bila opća   pobjeda za Vilima, i protestantski Oranski red još uvijek je slavi 12. srpnja svake godine.
Neki irski katolici zarobljeni nakon bitke bili su mučeni dok nisu pristali na protestantizam. Sporazum iz Limericka je prvi napisan i bio je vrlo darežljiv prema katolicima. Većini vlasnika zemljišta omogućio zadržavanje vlasništva nad zemljom, sve dok se zaklinju na vjernost Vilimu. On je također rekao da Jakov može uzeti određeni broj svojih vojnika i vratiti se u Francusku. Međutim, protestanti u Engleskoj bili su razljućeni ovakvim odnosom prema katolicima, osobito kada su dobivali snagu i novac. Zbog toga su uvedeni Kazneni zakoni. Ti zakoni su uključivali zabranu posjedovanja oružja za katolike, smanjujući im zemljišne posjede, te im branili rad u pravnoj struci.

### Bitka dviju vjera?
Bitka kod Boyne je bila odlučujuća bitka u ratu u kome je Jakov II. namjeravao vratiti prijestolje Engleske i Škotske. Englesku krunu mu je oduzeo parlament nakon Slavne revolucije, a na englesko prijestolje sjeo je Vilim III. Oranski. Bitka se u današnje doba vrijeme pamti kao bitka irskih katolika i protestanata.
Novije analize odbacuju te tvrdnje, jer su obje vojske bile vjerski mješovite. Elitni dio vojske Vilima III. Oranskog bila je nizozemska plava garda koja je nosila papinu zastavu na dan bitke, a mnogi među njima su bili nizozemski katolici. Bili su dio Augsburškog saveza, koji je bio savez s obje vjere, a čiji cilj je bilo zaustavljanje francuskih osvajanja po Europi. Rat u Irskoj bio je početak duge bitke, koju su vodili jakobiti da bi vratili Stuarte na engleski tron. Većina jakobita u Irskoj su bili katolici i nadali su se da će dobiti neovisnost Irske. S druge strane engleski i škotski jakobiti su bili protestanti i bili su motivirani lojalnošću principima monarhije. Smatrali su da je Jakov neopravdano i nezakonito svrgnut u državnom udaru. Bilo je britanskih jakobita, protestanata, koji su se borili u toj bici na Jakovljevoj strani. Pored ostalog u sastavu francuske vojske, koja se borila na strani jakobita, bilo je i jedinica sastavljenih od njemačkih protestanata. U europskom kontekstu bitka nije bila vjerski motivirana, nego je bila dio kompliciranih političkih, dinastičkih i strateških sukoba.
U kontekstu Irske rat je bio vjerski i etnički sukob. Za Jakova rat se vodio za neovisnost Irske, vjersku toleranciju katolika i za posjedovanje zemlje. Gornji slojevi katolika izgubili su gotovo sve zemlje nakon Cromwellovog osvajanja Irske. Osim toga uzgubili su pravo na državnu službu i članstvo u irskom parlamentu. Oni su u katoličkom kralju Jakovu II. vidjeli način za rješavanje svojih problema i osiguranje autonomije Irske od engleskog parlamenta. Da bi to postigli nakon Slavne revolucije podigli su ustanak pod vodstvom Richarda Talbota s ciljem da vrate Jakova II. na prijestolje. Do 1690. kontrolirali su većinu Irske osim Ulstera. Većina Jakovljeve vojske u bitci kod Boyne bili su katolici.
Za irske vilimovce rat u Irskoj je bio rat za održanje protestantske i britanske vlasti u Irskoj. Bojali su se za svoja imanja i živote, ako bi Jakov i njegovi katoličke pristaše zavladali Irskom. Posebno su se bojali ponavljanja Irske pobune iz 1641., kada su bili široko rasprostranjeni pokolji protestanata. Zbog svega toga irski protestanti su se borili za Vilima.

### Obilježavanja bitke
Izvorno, irski protestanti su obilježavali bitku kod Aughrima 12. srpnja (po julijanskom kalendaru, što je ekvivalent 22. srpnja po gregorijanskom), koja je simbolizirala pobjedu u Vilijamitskom ratu   u Irskoj. Kod Aughrima,  godinu dana nakon Boyne,  jakobitska vojska je bila uništena, odlučujući rat u korist Vilima. Boyne, koji je po starom julijanskom kalendaru, održana   1. srpnja, bila je tretirana kao manje važna, treća nakon Aughrim i godišnjice irske Pobune 1641 23. listopada. Ono što se slavio na "Dvanaesti" nije bila Vilimova   "pobjeda nad papinstvom u bitci kod Boyne", nego   istrebljenje elite katoličke Irske kod Aughrima, čime se završava strah od napuštanja osvojene zemlje.  
Godine 1752.  u Irskoj je usvojen gregorijanski kalendar, koji je pogrešno postavio bitku kod Boyne 12. srpnja umjesto Aughrim (točan ekvivalent datumy bio bi 11. srpnja jer   razlika između kalendara za godinu, 1690, nije bila 11 dana nego samo 10). Međutim, čak i nakon tog datuma, "Dvanaesta" je i dalje obilježavala Aughrim.  No, nakon osnivanja Oranskog reda   1795. godine zbog sektaškog nasilja u Armaghu, naglasak povorke 12. srpnja prebacuje se na bitku kod Boyne. Obično datumi prije uvođenja kalendara 14. rujna 1752. navode kao i izvorni julijanski s razlikom 10 do 11 dana. Sumnjičavi u svezi bilo čega što je imalo poveznicu s papom, pripadnici Oranskog reda su nastavili marširati 12. srpnja. Unatoč tome, manje povorke i demonstracije se odvijaju i 1. srpnja, na stari datum bitke kod Boyne, a što je također spomen na velike gubitke 36. (Ulsterske) divizije na prvi dan bitke na Sommi u srpnju 1916.
Sjećanje na bitku ima odjek među irskim nacionalistima. Većina Iraca promatra bitku kao veliki korak na putu do potpune britanske kolonizacije Irske. Godine 1923., pripadnici IRA-e raznijeli su veliki spomenik bitki na bojnom polju mjestu na Boyne i uništili Vilima III. iz 1929. godine koji je stajao izvan Trinity Collegea, u središtu Dublina.

### Dvanaesta (The Twelfth) u UK i Irskoj danas
Bitka Boyne ostaje kontroverzna tema danas u Sjevernoj Irskoj, gdje je neki protestanti pamte kao veliku pobjedu nad katolicima koja je omogućila suverenost parlamenta i protestantske monarhije.
U posljednjih nekoliko desetljeća, "Dvanaesta" je često bila obilježena sukobima, jer članovi Oranskog reda nastoje slaviti datum prolazeći svojom tradicionalnom rutom. Neka od tih područja, međutim, sada imaju nacionalističku katoličku većinu koji se tim povorkama protivi.
Nacionalisti marševe Oranskog reda gledaju kao provokativne pokušaje "pokazivanja tko je gazda", dok unionisti   tvrde da imaju pravo "hodati kraljičinom cestom". Od početka "Nevolja", proslave ove bitke se smatraju   ključnom u svijesti onih koji su uključeni u tenzije unionista / nacionalista u Sjevernoj Irskoj.

### Bojno polje danas
Mjesto bitke kod Boyne prostire se na širokom području zapadno od grada Droghede. U razvojnom planu grofovije Meath od godine 2000., vijeće grofovije prenamijenilo je zemljište na istočnom rubu Oldbridgea, na mjestu glavnog prijelaza Vilimovih trupa, u građevno zemljište. Naknadni zahtjev za planiranje više od 700 kuća odobrilo je vijeće grofovije, na što su se žalili lokalni povjesničari "An Bord Pleanala (Planning Board, Odboru za planiranje). U ožujku 2008. godine, nakon izuzetno dugog žalbenog postupka, Bord Pleanala je odobrio dozvolu za nastavak radova. Međutim, s obzirom na sadašnju gospodarsku klimu u Irskoj, nikakav posao još nije započet.
Trenutni informativni centar posvećen informiranju turista i ostalih posjetitelja o bitki nalazi se oko 1.5 km   zapadno od glavnog prijelaza. Ovaj objekt je obnovljen 2008. godine i sada je otvoren za turiste. Druga glavna borbena područja (Duleek, Donore i Plattin - uz jakobinsku liniju povlačenja) su turistički označena.
U znak poboljšanja odnosa između unionista i nacionalista 10. svibnja 2007. godine spomen mjesto bitke posjetili su zajedno irski premijer Bertie Ahern i sjevernoirski premijer Ian Paisley.

## Vanjske poveznice
Mrežna mjesta
- Bitka na rijeci Boyne i narančasta Irska, www.povijest.hr